# 地下鄉愁藍調
地下鄉愁藍調是美國創作歌手卜·戴倫的一首歌曲，發表於1965年，具有民謠搖滾、藍調搖滾、說唱藍調風格。此歌在滾石雜誌五百大歌曲排名第187位。